# Chrono Trigger: Crimson Echoes
Chrono Trigger: Crimson Echoes — некоммерческая компьютерная ролевая игра, разработанная международной командой фанатов серии игр Chrono Kajar Laboratories путём ромхакинга популярной игры Chrono Trigger, созданной компанией Square Co. в 1995 году для игровой приставки Super Nintendo Entertainment System. Crimson Echoes позиционировалась как неофициальное дополнение, описывающее события, произошедшие во временном промежутке между Chrono Trigger и его сиквелом Chrono Cross.
Игра, являясь ROM-хаком, работает на движке Chrono Trigger и имеет игровой процесс, схожий с оригиналом. Crimson Echoes описывает события, случившиеся через пять лет после окончания истории Trigger, а также затрагивает сюжет Cross; все игровые персонажи перенесены без изменений. Герои вновь путешествуют в разные временные периоды, сражаясь против врага, который пытается изменить прошлое. Концовка игры объясняет некоторые сюжетные детали, фигурирующие в Chrono Cross.
Работа над проектом велась с 2004 по 2009 год, и игра была на 98 % готова. Разработчики сообщали, что предусмотрели десять альтернативных концовок, и прохождение займёт около 35 часов игрового времени. За несколько недель до запланированной даты выпуска Square Enix отправила разработчикам письмо с требованием заморозить проект, что привело к немедленному завершению работы. Это событие широко обсуждалось в игровых журналах, которые сочувствовали команде. Несмотря на то, что Crimson Echoes не была доработана, альфа-версия игры просочилась в Интернет, и её можно пройти до конца.

## Игровой процесс

Скриншот игры, иллюстрирующий улучшенную графику и новый сюжет.

Так как Crimson Echoes работает на движке Chrono Trigger, игровой процесс схож с оригиналом, однако некоторые места в игре могут оказаться достаточно сложными, так как в отряде не всегда будет три персонажа. Игрок и враги могут использовать физические и магические атаки для нанесения урона; кроме того, доступны различные расходуемые предметы для лечения и защиты отряда. Каждый персонаж имеет определённое количество очков здоровья, которые снижаются по мере получения урона; здоровье можно восстановить, применив заклинание лечения или соответствующий предмет. Когда игровой персонаж теряет все очки здоровья, он падает в обморок, но его можно воскресить. В игре также используется боевая система «Active Time Battle 2.0» из Chrono Trigger. В Crimson Echoes представлены новые карты, а также графика и спрайты. Также были разработаны новые мини-игры, в которых можно получить бонусные предметы и экипировку. Среди них есть режим битвы «Колизей», идея которого взята из Final Fantasy VII, а также казино. Разработчики немного улучшили графику в игре, а также добавили несколько новых локаций. Кроме того, для некоторых персонажей были добавлены дополнительные навыки.

## Сюжет

### Персонажи
В Crimson Echoes включены все игровые персонажи из Trigger; события игры разворачиваются через пять лет после завершения истории оригинальной игры. Главный герой Хроно и его жена Марл становятся молодыми правителями королевства Гардия; Лукка продолжает свои научные изыскания. Они втроём пытаются наладить крайне напряжённые отношения с нацией Порр, которая накапливает военную мощь и планирует напасть на Гардию, снизив её экономическое могущество. Фрог живёт в 605 году н. э.; он вернул себе человеческое обличье (хотя это событие не было внедрено в игру до получения письма с требованием прекратить разработку). Магус занят поисками Шалы в 11 995 году до н.э, а также противостоит Дальтону, который одержим идеей найти артефакты затерянного королевства Зиль. Эйла живёт в 64 999 995 году до н. э.; она родила наследника вождя. Робо помогает Бальтазару, Гуру времени, который основал секретный исследовательский институт Хронополис в 2305 году н. э. Бальтазар утверждает, что создаст стража, который предотвратит появление временной угрозы (в частности, появление Лавоса). Однако в глубине души он мечтает оставить значительный след в истории, и его характер крайне прагматичен.
Главный антагонист игры — король Зиль, которого оживил Лавос с помощью Замёрзшего пламени. Лавос легко управляет опечаленным и разъярённым из-за потери своего королевства Зилем, чтобы отомстить Хроно и его друзьям. Впоследствии король узнаёт о том, что его использовали, и пытается взять верх над Лавосом, чтобы воссоздать королевство с помощью заёмной силы. Находясь под его влиянием, король нанимает Дальтона и Касмира (англ. Kasmir). Касмир — иллюзионист, который служил Магусу во времена Войны Мистиков. Король Зиль вручает ему меч Масамунэ, и он становится лидером Мистиков после 600 года н. э. Другие враги приходят из времён рептилий, альтернативной реальности, которая появилась из-за вмешательства Зиля. С ними появляется Бог Драконов — искусственный интеллект, созданный во времена рептилий. Кроме того, Хроно и его друзья также посещают 1 год н. э., когда была основана Гардия. Там они встречают безжалостного Седрика Палача (англ. Cedric the Executor), первого короля Гардии, а также Антэуса (англ. Antaeus), основателя Порр.

### История
События игры начинаются с того, что Хроно, Марл и Лукка отправляются на переговоры между королевством Гардия и Порр. На них нападает убийца, и друзья преследует его до горы Денадоро, где прототип Яйца Времени, созданный Луккой, внезапно активируется и переносит их в будущее. Там они встречают Бальтазара, который основал исследовательский центр Хронополис. Он предупреждает, что появилась новая угроза искажения истории, и отправляет путешественников в 11 995 год до н. э. для обследования руин Дворца Океанов. Здесь Хроно, Марл и Лукка встречают Магуса; он всё ещё пытается найти принцессу Шалу и параллельно противостоит Дальтону. Затем друзья сталкиваются с таинственным человеком, который воскрешает Шалу и крадёт Масамунэ, находящийся внутри Машины Маммона. Эта кража изменяет ход истории, в результате чего война Мистиков в Средние века продолжается ещё 50 лет; во главе Мистиков встаёт иллюзионист Касмир. Путешественники забирают Фрога (которого зовут Гленн в Crimson Echoes) из 650 года до н. э. и вновь встречаются с Бальтазаром.
Он объясняет, что человек, укравший Масамунэ, — это король Зиль, выживший и одержимый Замёрзшим Пламенем — осколком Лавоса, имеющим огромную силу. Мельхиор отправляется в Хронополис, чтобы помочь сражаться против короля. Отряд переносится в 64 999 995 год н. э. для поиска Зуба Дракона, зачарованного амулета, который должен помочь им. Зиль нападает на них и применяет разрушительное заклинание «Аташ Кедах» (англ. Atash Kedah), которое изменяет ход истории. Марл приходит в себя в 1 году н. э. и обнаруживает, что рептилии пережили ледниковый период и сражаются с людьми за господство над планетой. Лукка и Робо переносятся в 2305 год н. э. и понимают, что оказались в королевстве рептилий будущего. Они объединяются с роботами, противостоящими рептилиям, и решают отправиться в Динополис, аналог Хронополиса в этой временной линии. Им удаётся уничтожить Наблюдающее Насекомое (англ. Vision Serpent), искусственный интеллект, следящий за всем миром. Хроно, Магус и Гленн оказываются в 1005 году н. э. и штурмуют Динополис, где рептилии, прибывшие из будущего, помогают в разработках новых технологий. С помощью этих разработок путешественники переносятся в 69 999 995 год до н. э. и останавливают действие Аташ Кедах, восстанавливая прежний ход истории.
Марл вновь оказывается в 1 году н. э. и в этот раз встречается со своим далёким предком Седриком, первым королём Гардии, который с помощью Замёрзшего Пламени силой подчинил себе весь мир. Агент Хронополиса под кодовым именем 12 переносит девушку обратно в будущее. Друзья выясняют, что другие путешественники во времени — рептилии Сакулха (англ. Cakula), Коёпа (англ. Koyopa) и Ялук (англ. Yaluk) — выжили в этой временной линии и попали под власть короля Зиля. Хроно и его команде удаётся вернуть Масамунэ в древние века и остановить войну Мистиков. В 1005 году н. э. начинаются дипломатические переговоры. Однако Порры под влиянием Зиля и Дальтона, которые назначаются главнокомандующими, начинают штурм. Король Гардии погибает в битве. Друзья вновь решают отправиться в 11 995 год до н. э. вместе с Шалой, чтобы вернуть Замёрзшее Пламя в древние века и не дать королю Зилю его найти. Однако это приводит к пробуждению древних сил, и каждому участнику отряда приходится побороть собственные страхи, порождаемые Пламенем. Король Зиль отступает, но высвобожденные силы отбрасывают Шалу во Тьму Вне Времён. Потерпев неудачу, отряд отправляется в глубокую древность, называемую Временем Снов (англ. Dreamtime), чтобы найти Гаспара — он отправился сюда, чтобы наблюдать рождение планеты. Здесь на них вновь нападает Зиль. Хроно оказывается рядом с рождающейся планетой и частично получает её знание. Друзья выясняют, что Зиль пытается восстановить своё королевство в 11 995 году до н. э.
Отряд возвращается в древние времена и побеждает Дальтона. Король Зиль чувствует, что его план близок к исполнению, но Бальтазар и Мельхиор, появившиеся в этом временном периоде, убеждают его передумать. Зиль покидает Камень Солнца (англ. Sun Stone), с помощью которого он собирался восстановить своё королевство, и отправляется на Северный Мыс. Он выясняет, что Лавос выжил после событий Chrono Trigger и обитает во Тьме Вне Времени. С помощью Замёрзшего Пламени он воскресил короля Зиля и использовал, чтобы отомстить Хроно и его друзьям. После того, как Шалу отбросило во Тьму Вне Времён, Лавос начал сливаться с ней, как он делал это со всеми «Арбитрами», использовавшими Замёрзшее Пламя. Лавос призывает короля, чтобы поглотить его и превратиться в Пожирателя Снов (англ. Dream Devourer, он появлялся в Chrono Trigger DS). Отряд преследует Зиля и вновь вступает с ним в схватку, понимая, что его воля сильнее Лавоса — он будет доминировать, слившись с ним, и сумеет восстановить королевство, став Пожирателем Снов. Отряду Хроно удаётся победить короля и вернуться в Хронополис. Они замечают, что Врата планеты снова закрываются, и отправляются каждый в свой временной период, обещая видеться время от времени. Бальтазар обнаруживает, что получил Замёрзшее Пламя и что Лавос жив и постепенно превращается в Пожирателя Времени (с которым встретятся герои Chrono Cross). Таким образом, Бальтазар начинает «Проект Кид». Игра заканчивается тем, что Магус захватывает короля Зиля в 11 995 году до н. э. и заставляет обучить его магии времени.

## История создания

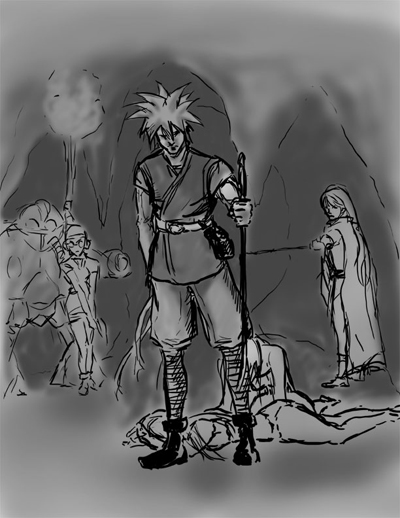
Концепт-арт, показывающий отличие стиля рисования персонажей от стиля оригинальной Chrono Trigger

Проект Crimson Echoes был запущен ZeaLitY в 2004 году. Команда разработчиков, названная Kajar Laboratories, в основном состояла из активных участников фанатского сайта Chrono Compendium. Командой руководил директор Agent 12 и два помощника директора — ZeaLitY и Chrono’99. Для создания истории, которая бы продолжала сюжетную линию Chrono Trigger и предваряла Chrono Cross, команда обратилась к материалам Chrono Compendium и фанатской базе знаний.
Игра представляла собой ROM-хак Chrono Trigger для Super Nintendo Entertainment System. Она была создана путём модификации кода Chrono Trigger, и для её запуска требовался эмулятор Super Nintendo.
Планировалась, что игра будет выпускаться в виде файла с патчем в формате IPS (англ. International Patching System) для того, чтобы избежать нелегального распространения образа Chrono Trigger.
Работа над проектом велась четыре с половиной года, выпуск был запланирован на 31 мая 2009 года. Однако Square Enix 8 мая 2009 года отправила ZeaLitY и Agent 12 письмо с требованием немедленно закрыть проект ввиду нарушения авторских прав (это полностью повторяет историю другой фанатской игры Chrono Resurrection). Square Enix требовала прекратить разработку Crimson Echoes, а также распространение нескольких других фанатских игр на базе Chrono Trigger, которые уже были завершены, в их числе и более точный перевод Chrono Trigger с японского языка на английский. В письме было сказано, что ZeaLitY и Agent 12 рискуют быть оштрафованными «на сумму до 150 000 долларов США за каждую работу». К моменту закрытия проекта игра была закончена «примерно на 98 %»; по словам разработчиков, в ней было 23 главы, на прохождение которых требовалось около 35 часов игрового времени, а также десять альтернативных концовок.

## Утечка в Интернет
Вскоре после получения разработчиками письма от Square Enix с требованием прекратить разработку патч альфа-версии просочился в Интернет. ZeaLitY отрицательно высказался об этом на сайте проекта, так как в альфа-версии было большое количество багов и откровенных недоработок, которые были исправлены только в бета-версии.
После утечки файла с игрой в Интернете появилось несколько обзоров Crimson Echoes. Рецензенты отмечали интересный сюжет игры, который умело соединяет события Trigger и Cross. Высокой оценки удостоились также новые локации и улучшенная графика, а также то, что Хроно тоже разговаривает (в Chrono Trigger его реплики не отображались). К недостаткам обозреватели относят недоступность некоторых локаций (которая связана с незаконченностью игры), чрезмерную сложность на некоторых игровых отрезках, грамматические ошибки в репликах персонажей, а также новый стиль речи Фрога (который раньше говорил шекспировским языком). Рецензент GameCola пишет, что диалоги привязаны не к персонажам, а к слотам отряда, то есть независимо от того, кто будет находиться в отряде, диалоги будут идентичными. Обозреватель SNES Central также отмечает, что местами не хватает сюжетной информации: в частности, непонятно, почему Порры решают напасть на Гардию и почему возвращается Дальтон.

## Реакция общественности
Kajar Laboratories, получив письмо от Square, удалила с сайта Chrono Compendium всё, что было связано с Crimson Echoes. Главный редактор CNET Эрик Франклин в своей статье заметил, что «очень жаль было видеть, как четыре с половиной года работы пошли псу под хвост». Он также добавил, что «прекрасно понимает фанатов, которые крайне недовольны случившимся». 1UP.com назвал проект «амбициозным», подчёркивая, что «это был не просто хак, написанный на коленке». Эрнест Кавалли, репортёр журнала Wired, написал: «Я прекрасно понимаю желание Square Enix защитить свою собственность, но произошедшее от этого не становится веселее. Игра могла бы получиться очень неплохой (хотя и не слишком оригинальной)». Некоторые обозреватели замечали также, что подобная реакция Square была достаточно предсказуемой, потому что в ином случае по стопам Kajar Laboratories пошли бы другие фанаты, и интерес к серии начал бы снижаться. Рецензент SNES Central даже написал о том, что команда подняла слишком большой шум из-за этого события, но это был единственный способ «привлечь всеобщее внимание к их хаку». Об отмене проекта писали также журналисты в Нидерландах, Франции, Японии и России. В феврале 2010 года журналист GamesRadar написал о Crimson Echoes в статье под названием «10 фанатских игр, которые не должны были быть отменены».
Кейт Стюарт, репортёр газеты The Guardian, отметил явное отличие между политикой Square Enix и таких компаний, как Valve, которая официально признала сделанные фанатами игры Counter-Strike и Day of Defeat — являются модификациями для Half-Life, а также Vivendi Universal Games, которая лицензировала фанатскую игру The Silver Lining, основанную на King's Quest. Он также подчеркнул, что, так как Crimson Echoes является ROM-хаком, с авторскими правами разобраться сложнее, чем с упомянутыми выше проектами. Однако, по мнению репортёра, ни о какой коммерции говорить было нельзя, так как игра распространялась в виде IPS-патча, а не образа ROM. В заключение Стюарт добавил, что официальный порт фанатской игры на Nintendo DS или WiiWare принёс бы Square больше «маркетинговых преимуществ».

### Компендиумы
- Chrono Center — крупнейший японоязычный ресурс по Chrono Trigger и другим играм серии  (яп.)
- Chrono Compendium — крупнейший англоязычный ресурс по Chrono Trigger и другим играм серии  (англ.)

### Другие ресурсы
- Final Fantasy Forever — информация об играх серии Chrono, обзоры и интервью на русском языке  (рус.)